# Iouri Boïko
Pour les articles homonymes, voir Boyko (homonymie).
Iouri Anatoliyovytch Boïko (ukrainien : Юрій Анатолійович Бойко), né le 9 octobre 1958 à Horlivka (RSS d’Ukraine), est un homme politique ukrainien.
Membre du Parti des régions, il est député à partir de 2007 et vice-Premier ministre du gouvernement Azarov II (2012-2014). Il préside ensuite le Bloc d'opposition puis la Plateforme d'opposition-Pour la vie, pour laquelle il se présente à l’élection présidentielle de 2019.

## Biographie
Sorti diplômé de l'université de technologie chimique Dmitri Mendeleïev de Moscou en 1981, Iouri Boïko est embauché à l'usine de produits chimiques Zaria de Roubijne. Il commence comme chef d'équipe d'ouvriers pour s'élever jusqu'au poste de directeur qu'il occupera d'octobre 1998 jusqu'en 1999. En 1999-2001, il est président du conseil dirigeant du complexe pétrochimique Lynos situé à Lyssytchansk. De juin à août 2001, il est directeur général de l'entreprise publique Ukrvzryvprom (Kiev). De 2001 au janvier 2002, il est président du conseil dirigeant de la compagnie pétrolière transnationale Ukrtatnafta (Krementchouk).
De 2001 à 2004, il est membre du parti Troudovaïa Ukraina, fondé par Serhiï Tihipko.
Du février 2002 au mars 2005, il est le président de Naftogaz. Parallèlement, il occupe le poste de secrétaire du ministère de l’Énergie, puis est, à partir du juin 2003, adjoint du ministre de l'Énergie. Il est démis de ses fonctions après la Révolution orange.
Le 22 août 2004, le président Leonid Koutchma lui décerne le titre honorifique d'Héros d'Ukraine pour des mérites personnels remarquables devant l’État ukrainien dans le domaine du développement de combustible et complexe énergétique à long terme.
En 2005, il prend la tête du Parti républicain d'Ukraine, qui forme, aux Élections législatives ukrainiennes de 2006, avec le Parti social-démocrate d'Ukraine (unifié) (65 %), l'Union panukrainienne « Femmes pour l'avenir » (12 %) et l'Union panukrainienne « Centre » (3 %) le groupe d'opposition Ne Tak (en). Le groupe ne réussit pas toutefois à franchir la barrière des 3 % de voix nécessaires pour gagner des sièges au parlement.
En 2006-2007, il occupe le poste de ministre de l'Énergie dans le gouvernement de Viktor Ianoukovytch.
Il rejoint en 2007 le Parti des régions, dont il devient l'année suivante vice-président et directeur du comité de l'oblast de Kiev.
Après la révolution de 2014 et la destitution Viktor Ianoukovytch, il envisage un temps de se présenter à l'élection présidentielle anticipée. C'est l'un des seuls dirigeants du parti des régions de Ianoukovytch à ne pas avoir été condamné par la justice après Euromaïdan. Il accède ensuite à la présidence du Bloc d'opposition.
En novembre 2016, lors d'une réunion politique organisée au parlement ukrainien, à Kiev, il agresse physiquement le député populiste Oleh Liachko, chef du Parti radical, qui l'accuse d'être à la solde du gouvernement russe.
Il fonde fin 2018 la Plateforme d'opposition-Pour la vie, dont il prend la tête avec Vadim Rabinovitch et Victor Medvedtchouk. 
Il présente sa candidature à l'élection présidentielle de 2019. C'est une candidature de compromis du bloc d'opposition qui subit une scission en novembre 2018. Il est soutenu par les oligarques Dmytro Firtash, Serhiy Lyovochkin (en) et Viktor Medvedtchouk. Il est le principal candidat d'envergure considéré comme pro-russe. Il vante d'ailleurs ce positionnement en se présentant comme le seul présidentiable capable de négocier directement avec la Russie (désigné par métonymie dans les publications comme « Moscou » ou « le Kremlin ») pour faire cesser la guerre du Donbass. Les analystes ont cependant prédit qu'il a très peu de chance d'accéder au second tour, du fait qu'un grand pan de l'électorat pro-russe à l'est du pays ne peut pas voter, à cause de la guerre et de l'annexion de la Crimée. L'électorat russophile pouvant voter est cependant récupéré en partie par ses concurrents Volodymyr Zelensky et Ioulia Tymochenko. Il arrive en quatrième position avec 11,7 % des voix.